# 1789 في المملكة المتحدة
فيما يلي قوائم الأحداث التي وقعت خلال عام 1789 في المملكة المتحدة.

## سياسة

### تعيين في المنصب
- 5 يونيو – ويليام غرنفيل وزير الدولة للشؤون الداخلية [الإنجليزية]‏.

## مواليد

### فبراير
- 19 فبراير – وليام فيربيرن

### مارس
- 16 مارس – فرنسيس تشسني

### أبريل
- 1 أبريل – أوغست كودر رسام فرنسي.

### أغسطس
- 25 أغسطس – جون ميرز عالم نبات من المملكة المتحدة.

### سبتمبر
- 28 سبتمبر – ريتشارد برايت

### أكتوبر
- 3 أكتوبر – هنري بوتينغر
- 8 أكتوبر – ويليام سوانسون

## وفيات

### يناير
- 1 يناير – ماري إيفانز (مواليد 1735)
- 17 يناير – توماس والتر (مواليد 1740) عالم نبات أمريكي.
- 23 يناير – فرانسيس بروك (مواليد 1724)